# 山口県道260号宇賀山陽線
山口県道260号宇賀山陽線（やまぐちけんどう260ごう うかさんようせん）は、山口県下関市から山陽小野田市に至る一般県道である。

## 概要
下関市豊浦町大字宇賀から山陽小野田市大字埴生に至る。

### 路線データ
- 起点：下関市豊浦町大字宇賀（国道191号交点）
- 終点：山陽小野田市大字埴生（山口県道232号奥万倉山陽線交点）

## 歴史
- 1958年（昭和33年）10月1日 - 山口県告示第644号の2により認定される。
- 1972年（昭和47年） - 山口県の県道番号再編により現行の路線番号に変更される。
- 2005年（平成17年）
  - 2月13日 - 下関市と豊浦郡の全4町が対等合併して改めて下関市が発足したことに伴い起点の地名表記が変更される（豊浦郡豊浦町宇賀→下関市豊浦町宇賀）。
  - 3月22日 - 小野田市と厚狭郡山陽町が対等合併して山陽小野田市が発足したことに伴い終点の地名表記が変更される（厚狭郡山陽町埴生→山陽小野田市埴生）。

## 路線状況

### 重複区間
- 山口県道262号豊浦豊田線（下関市豊浦町大字川棚）
- 国道491号（下関市豊浦町大字川棚 - 下関市菊川町大字楢崎・楢崎交差点）
- 山口県道265号七見小月線（下関市菊川町大字七見 - 下関市菊川町大字上田部）
- 国道491号（下関市菊川町大字上田部 - 下関市大字小月町）
- 山口県道265号七見小月線（下関市大字小月町 - 下関市菊川町大字下大野）

### 道路施設

#### 橋梁
- 吉貴橋（田部川、下関市菊川町大字吉賀）
- 三町橋（木屋川、下関市菊川町大字下大野）

## 地理

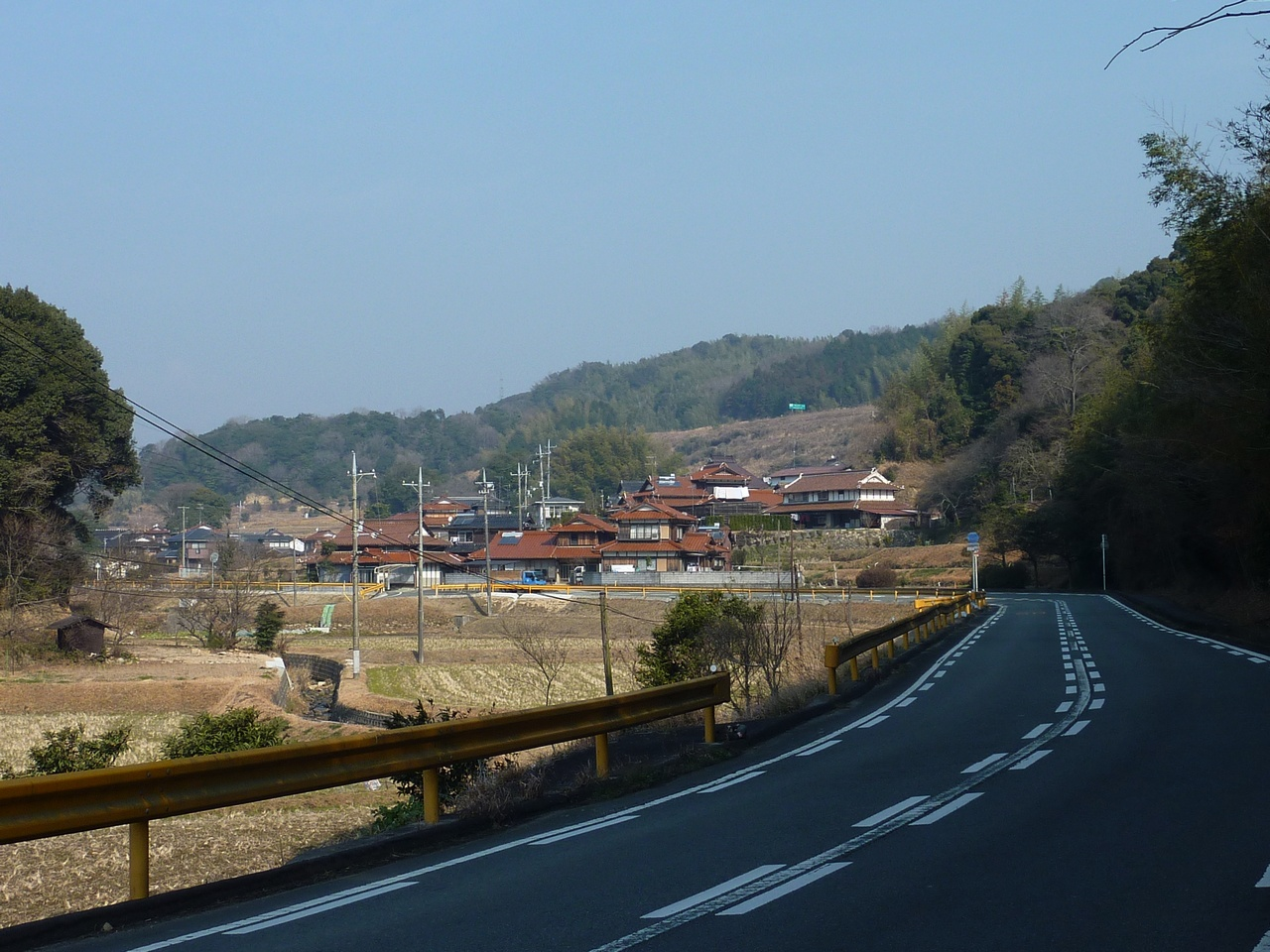
山陽小野田市埴生、大持（おおもつ）集落

### 通過する自治体
- 山口県
  - 下関市 - 山陽小野田市

### 交差する道路
| 交差する道路                                                | 市町村名     | 交差する場所     | 交差する場所 |
| ----------------------------------------------------------- | ------------ | ---------------- | ------------ |
| 国道191号 山口県道270号田耕湯玉停車場線 重複                | 下関市       | 豊浦町大字宇賀   | 起点         |
| 山口県道262号豊浦豊田線 重複区間起点                        | 下関市       | 豊浦町大字川棚   |              |
| 国道491号 重複区間起点 山口県道262号豊浦豊田線 重複区間終点 | 下関市       | 豊浦町大字川棚   |              |
| 山口県道35号豊浦菊川線                                      | 下関市       | 菊川町大字楢崎   | 岡田上交差点 |
| 国道491号 重複区間終点 山口県道34号下関長門線               | 下関市       | 菊川町大字楢崎   | 楢崎交差点   |
| 山口県道265号七見小月線 重複区間起点                        | 下関市       | 菊川町大字七見   |              |
| 山口県道265号七見小月線 重複区間終点                        | 下関市       | 菊川町大字上田部 |              |
| 国道491号 重複区間起点                                      | 下関市       | 菊川町大字上田部 |              |
| 国道491号 重複区間起点 山口県道265号七見小月線 重複区間起点 | 下関市       | 大字小月町       |              |
| 山口県道265号七見小月線 重複区間終点                        | 下関市       | 菊川町大字下大野 |              |
| 山口県道33号下関美祢線                                      | 下関市       | 大字吉田         |              |
| 山口県道232号奥万倉山陽線                                   | 山陽小野田市 | 大字埴生         | 終点         |

### 交差する鉄道
- 山陽新幹線

### 沿線
- 大河内温泉
- 中国自然歩道
- 長門鉄道跡
- 東行庵
- 高杉晋作墓所
- 東行記念館
- 下関市立吉田小学校
- JR西日本山陽本線 埴生駅

### 峠
- 貴飯峠（下関市豊浦町大字川棚 - 下関市菊川町大字貴飯、国道491号重複区間内）
- 埴生口峠（下関市大字大字吉田地方 - 山陽小野田市大字埴生）